# Revoluția științifică
În secolele XV - XVII în știință au avut loc o serie de transformări profunde care au înlăturat treptat ansamblul de concepte mai mult sau mai puțin științifice, atât antice cât și medievale, permițând întemeierea științei moderne. Transformările radicale care au avut loc în domeniul științei în secolele menționate reprezintă revoluția științifică. 
Periodizarea Revoluției științifice este destul de aproximativă. Aceste transformări care o caracterizează apar încă din timpul renașterii timpurii, ating apogeul în secolul al XVII-lea și se sfârșesc, în Anglia, odată cu nașterea revoluției industriale și începutul epocii victoriene. Exemple concrete, adevărate „pietre de hotar“ ar fi ideea de Sistem heliocentric promovată de Nicolaus Copernicus care răstoarnă astronomia aristotelică, „nașterea“ fizicii ca știință exactă desăvârșită prin publicarea de către Isaac Newton, in 1686-1687, a operei sale fundamentale Philosophiae Naturalis Principia Mathematica, primul adevărat tratat de fizică, și reîntemeierea metafizicii pe baze epistemologce de către René Descartes, devenită celebră mai ales datorită maximei descartiene „Dubito ergo cogito, cogito ergo sum“ (lat. = Mă îndoiesc deci cuget, cuget deci exist). .
Nu întâmplător, cosmologia a reprezentat terenul de confruntare cel mai acerb dintre vechea și noua concepție despre lume, intervențiile brutale ale conducerii bisericii catolice în sugrumarea promovării noului adevăr al sistemului copernican fiind notorii. Printre cei mai celebri savanți progresiști care au susținut sistemul heliocentric al lui Nicolaus Copernicus s-a numărat Giordano Bruno și Galileo Galilei, fiecare din ei fiind victima instituției papale. Giordano Bruno a plătit cu însuși viața sa fermitatea convingerilor sale (ars pe rug ca „pedeapsă” a temerității cocepțiilor sale) iar Galileo Galilei a trebuit, pentru a-și salva libertatea și viața, să dezmintă public aderarea sa la conceptele coperniciene.

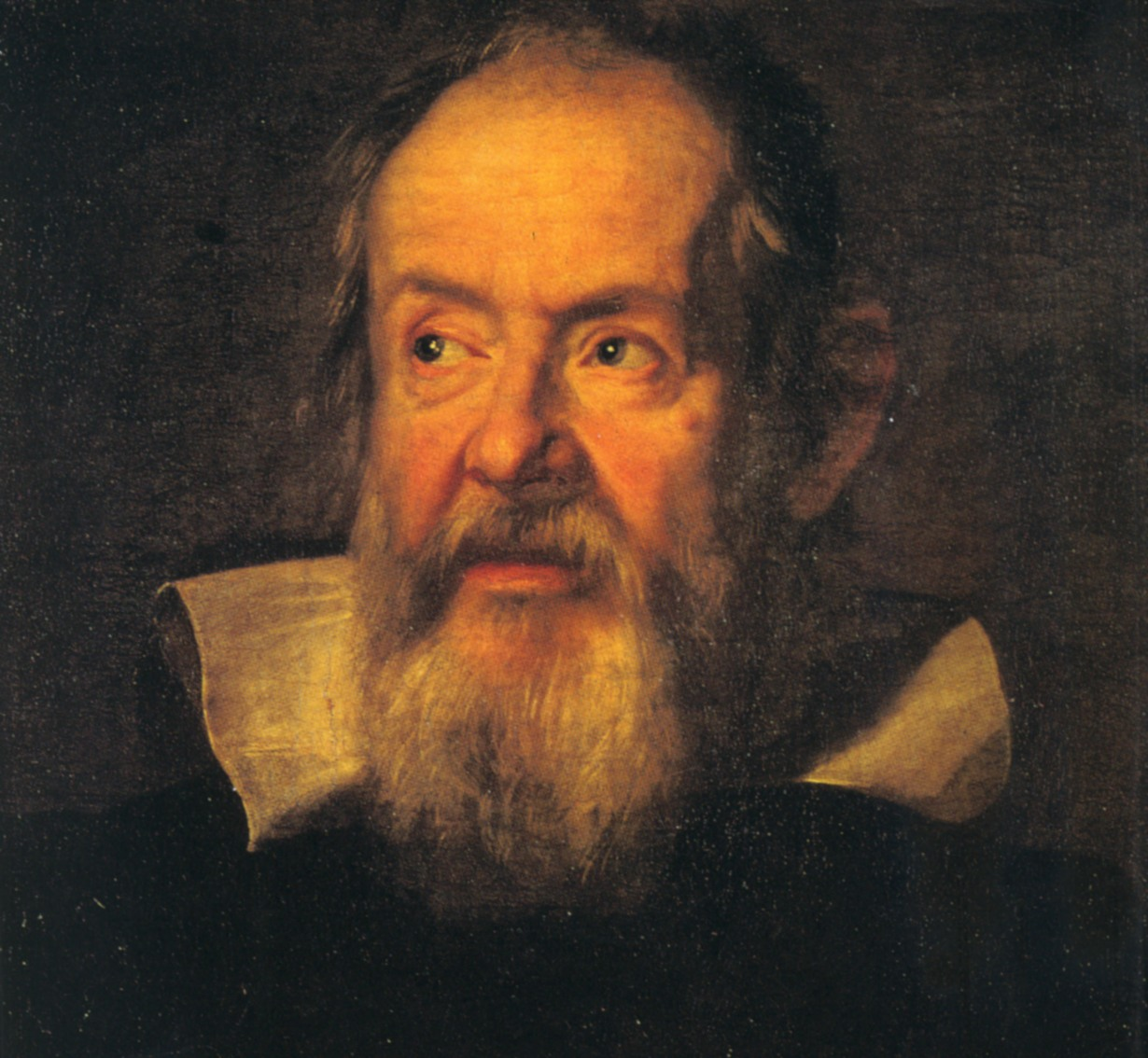
Galileo Galilei

Științele care s-au dezvoltat în mod excepțional în această perioadă au fost următoarele: matematică, fizică, chimie și medicină. 
În matematică se pot menționa ca invenții remarcabile apariția calculului diferențial și integral, inventate practic simultan de către englezul Isaac Newton și germanul Gottfried Wilhelm Leibniz, logaritmii zecimali și naturali de către scoțianul John Napper, ecuațiile cilindrului și ale conului, rezultate deosebite în algebră și trigonometrie. 
Nașterea chimiei survine odată cu apariția conceptelor de atom, element chimic, substanță simplă și compusă. Ca atare, se descoperă multe elemente chimice, inclusiv metale, se propun simbolurile chimice și scrierea formală a reacțiilor chimice sub forma de ecuații chimice, se descoperă legile universale ale chimiei (John Dalton, Avogadro, Lavoisier, Charles, Gay-Lussac, etc. Se pot, de asemenea, menționa sinteza și prepararea industrială a unor acizi anorganici precum ar fi acidul clorhidric, acidul azotic și acidul sulfuric, respectiv separarea, și mai apoi sinteza unor substanțe organice precum benzen și acid benzoic s.a.m.d. Știința devine normată. La „granița“ dintre chimie și fizică sunt introduse scările termometrice (atât Celsius cât și Fahrenheit), unele unitați de măsură ce vor deveni mai târziu nucleul Sistemului Internațional de Măsuri și Greutați (Sistemul Internațional, sau SI), adică sistemul metric).
În fizică se pot menționa descoperirea legilor de mișcare a planetelor de către Johannes Kepler, publicarea primei concepții cosmogonice închegate aparținând lui Jean-Antoine Lavoisier, descoperirea legilor interferenței și difracției (Christian Huygens), descoperirile din domeniul electricității ale lui Alessandro Volta și cele din magnetism ale lui Hans-Christian Oersted. Fizica culminează cu închegarea ei în sistemul newtonian.
În biologie apariția taxonomiei speciilor ființelor vii, bazată pe limba latină și pe împărțirea atât a regnului animal cât și cel vegetal în specii, subspecii, clase, etc, a reprezentat un imens salt calitativ în gândire și în percepția lumii vii. 
În medicină, experimentarea injecțiilor medicamentoase, descoperirea primului vaccin (1796), inventarea primului stetoscop și apariția primelor noțiuni de igienă au fost toți atâția pași majori spre transformarea medicinei dintr-un conglomerat empiric de informații în știință. Medicina galenică e răsturnată progresiv prin experimente anatomice ce culminează cu descoperirea circulației sângelui de către William Harvey.